# Michaił Gorszkow
Michaił Gorszkow (ur. 1923, zm. 2013) – nazistowski zbrodniarz wojenny z czasów II wojny światowej, 
zamieszkały w ostatnim okresie życia w Estonii.
W czasie II wojny światowej był tłumaczem białoruskiego Gestapo, brał udział w pogromach ludności żydowskiej. Po wojnie schronił się w USA, jednak po ustaleniu jego przeszłości Amerykanie cofnęli mu obywatelstwo. Następnie wyjechał do Estonii. Znajdował się na liście poszukiwanych zbrodniarzy nazistowskich Centrum Szymona Wiesenthala. Śledztwo w jego sprawie prowadzone w Estonii zostało zamknięte w październiku 2011 z powodu braku przekonujących dowodów winy.